# Eleni Zaroulia
Eleni Zaroulia (en griego: Ελένη Ζαρούλια; nacida el 21 de mayo de 1961) es una política griega y militante del partido político de extrema derecha Amanecer Dorado. Fue elegida diputada del Consejo de los Helenos durante las elecciones parlamentarias de Grecia de junio de 2012, cuyo escaño perdió en las elecciones parlamentarias de 2019.

## Implicaciones políticas
El 1 de octubre de 2012, Zaroulia se unió al Comité de Igualdad y No discriminación de la Asamblea Parlamentaria del Consejo Europeo. La Liga de Anti Difamación la describieron como "una afrenta hacia los conceptos de igualdad y no-discriminación".

## Vida privada
Zaroulia es la cónyuge del líder de Amanecer Dorado Nikolaos Michaloliakos. Su hija Urania era una de los 6 integrantes acusados de un ataque en motocicleta en contra de inmigrantes; posteriormente los acusados fueron puestos en libertad.